# نمل الشبح
النمل الشبح (الاسم العلمي Tapinoma melanocephalum)، حشرة من النمل غشائيات الأجنحة. يبلغ متوسط طول الشاغلات من 1.3 إلى 2.0 ملليمتر، ويبلغ طول الملكة 2.5 مم، مما يجعلها أكبر عضو في المستعمرة.